# Сергий (Орлов)
Сергий (Орлов) (1798, Костромская губерния — 14 [26] сентября 1847) — архимандрит Русской православной церкви.

## Биография
Родился в Костромской губернии. Образование получил сначала в Костромской духовной семинарии, затем — в Московской духовной академии (1820—1824), которую окончил со степенью магистра. Был назначен ректором Перервинских духовных училищ и (с 1826) инспектором Московской духовной семинарии.
В 1828—1833 годах был ректором Нижегородской духовной семинарии. С 1833 года — ректор Тифлисской духовной семинарии и настоятель Тифлисского Спасо-Преображенского монастыря.
В начале 1840-х годов оставил духовно-училищную службу и поступил в братство Троице-Сергиевой лавры; через некоторое время был назначен архимандритом Тверского Желтикова монастыря. Скончался 14 (26) сентября 1847 года, после продолжительной болезни.